# Vratiće se rode
Vratiće se rode je srbijanska televizijska serija u koprodukciji Kobrafilma, Adrenalina i televizije B92. 
Snimljena je u 25 epizoda u trajanju od po 45 minuta (puni sat s reklamama). Iznimke su prva epizoda koja traje 75 minuta i zadnja, 25. epizoda koja traje 90 minuta. Od ostalih se dotadašnjih srbijanskih TV-serija razlikuje po opsežnosti, broju glumaca i tehnici snimanja. Producent serije je Dragan Bjelogrlić, redatelj je Goran Gajić, scenarist Nikola Pejaković, direktor fotografije Goran Volarević, a autor glazbe Saša Lošić. Serija je snimana na lokacijama u Beogradu i u banatskome selu Baranda.
Glavne uloge tumače Nikola Đuričko i Dragan Bjelogrlić.
Premijeru je gledalo 2,6 milijuna gledatelja u Srbiji. Kao nastavak serije snimljen je 2009. godine dvodijelni film Rode u magli.

## Emitiranje
Serija je u Srbiji emitirana na televiziji B92 svakog petka od 21 sat. Završna 25. epizoda emitirana je 6. lipnja 2008. godine. Seriju je u Hrvatskoj emitirala Nova TV, RTL Adria, u BiH Radiotelevizija Republike Srpske i Federalna televizija, a u Makedoniji A1 televizija.

## Uloge
| Glumac                 | Uloga                          |
| ---------------------- | ------------------------------ |
| Nikola Đuričko         | Predrag Švabić – Švaba         |
| Dragan Bjelogrlić      | Aleksandar Vrancov – Ekser     |
| Srđan Todorović        | Duško Krtola – Dule Pacov      |
| Mirjana Karanović      | Radmila Švabić                 |
| Boris Komnenić         | Rodoljub Švabić                |
| Mira Banjac            | Ružica Sinđelić                |
| Branimir Brstina       | Milenko Miletin                |
| Goran Radaković        | Krunoslav – Krlja              |
| Ljubomir Bandović      | Zaviša Antić – Ajnštajn        |
| Bojan Dimitrijević     | Ivan Pančić – Pikac            |
| Nada Šargin            | Marina Jović                   |
| Nikola Kojo            | Batrić                         |
| Vanja Milačić          | Milanka, Batrićeva sekretarica |
| Miodrag Radovanović    | Deša Inhof                     |
| Radoslav Milenković    | Ratko                          |
| Vesna Trivalić         | Dušanka                        |
| Aleksandra Janković    | Jadranka                       |
| Dragan Petrović        | otac Milorad Karaklajić        |
| Velimir Životić        | Trifun Anastasijević           |
| Vojin Ćetković         | Vražalić                       |
| Darko Tomović          | Stolović                       |
| Branislav Lečić        | Pera Vulin                     |
| Novak Bilbija          | Bora Vulin                     |
| Gordana Đurđević-Dimić | Angelina Vulin                 |
| Sanja Radišić          | Nadica Vulin                   |
| Marina Vodeničar       | Slavica Vulin                  |
| Miodrag Krivokapić     | Sima                           |
| Sonja Savić            | Darinka                        |
| Saša Petrović          | Bosanac                        |
| Radmila Smiljanić      | Vidosava                       |
| Ljubčo Lazareski       | Miki Nosonja                   |
| Mirjana Joković        | Sanja Gajić                    |
| Aleksandar Srećković   | Babun                          |
| Mira Furlan            | Jagoda Miletin                 |
| Dragan Nikolić         | Mutavi                         |
| Nebojša Glogovac       | Perin i Borin otac             |
| Đorđe Đuričko          | Svetozar "Toza" Stefanović     |

## Glazba
Glazbu za seriju skladao je Saša Lošić (Plavi orkestar). Pored njega, u projektu su sudjelovali Momčilo Bajagić Bajaga (Bajaga i instruktori), Skaj Vikler i Šaban Bajramović, kojemu je to bio posljednji snimljeni duet prije smrti.

## Vanjske poveznice
- Vratiće se rode u internetskoj bazi filmova IMDb-a (engl.)
- TV B92: Vratiće se rode (srp.)
- www.uzivotelevizija.net – TV-serija Vratiće se rode  Arhivirana inačica izvorne stranice od 21. lipnja 2015. (Wayback Machine) (srp.)